# Govern d'Addis Abeba

escut del govern d'Addis Abeba 1936-1938

Mapa

El govern, districte o província d'Addis Abeba fou una divisió de l'Àfrica Oriental Italiana creada el 1936 i que va existir fins al darrer dia del 1938. L'Àfrica Oriental Italiana es va formar el 15 de gener de 1935 per la unió de les colònies d'Eritrea i Somàlia Italiana. El 3 d'octubre de 1935 els italians van envair Abissínia (Etiòpia) que fou formalment annexionada per Itàlia el 9 de maig de 1936 quedant incorporada a l'Àfrica Oriental Italiana; l'1 de juny següent es va establir una nova divisió interna per la qual es van crear sis districtes o províncies: Eritrea (a la que es va agregar la regió etiòpica de la província de Tigre), Somàlia Italiana (a la que es va agregar la regió etiòpica de l'Ogaden), Galla-Sidama (país dels oromos i sud d'Etiòpia), Harar (nord-est d'Etiòpia), Amhara (nord-oest) i Addis Abeba (centre). Giuseppe Bottai (1895 - 1959) que havia estat nomenat governador d'Addis Abeba el 5 de maig de 1936, fou ratificat com a primer governador d'aquest govern. Administrativament es va dividir en les residències d'Olettà i d'Addis Alem i les vice-residències d'Acachi, Ada i Moggio. L'11 de novembre de 1938 es va decidir la seva supressió que es va fer efectiva el 31 de desembre de 1938. El districte de Galla-Sidama i el districte Amhara van perdre una part del seu territori que l'1 de gener de 1939 fou agregat al districte d'Addis Abeba per formar el nou districte de Scioa (Xoa/Shoa). El 5 d'abril de 1941 Addis Abeba fou ocupada pel britànics

## Governadors
- Giuseppe Bottai (1895 - 1959) 5 de maig de 1936 - 27 de maig de 1936
- Alfredo Siniscalchi (1885 - 1964) 1 de juny de 1936 - 23 de setembre de 1938
- Francesco Camero Medici (1896 - 1946) 23 de setembre de 1938 - 31 de desembre de 1938